# Podkońce-Szkoła
Podkońce-Szkoła – część wsi Podkońce w Polsce, położona w  województwie mazowieckim, w powiecie lipskim, w gminie Rzeczniów.
W latach 1975–1998 Podkońce-Szkoła administracyjnie należały do województwa kieleckiego.